# نیکون ای‌اف-اس وی‌آر ۱۰۵میلی‌متر اف/۲٫۸جی آی‌اف-ئی‌دی
نیکون ای‌اف-اس وی‌آر ۱۰۵میلی‌متر اف/۲٫۸جی آی‌اف-ئی‌دی (به انگلیسی: Nikon AF-S VR 105mm f/2.8G IF-ED) نام لنز دوربین عکاسی از نوع ثابت است که توسط شرکت نیکون تولید می‌شود. فاصلهٔ کانونی این لنز ۱۰۵ میلی‌متر، دیافراگم آن دارای ۹ تیغه و ضریب اف آن اف ۲٫۸ تا اف ۳۲ است. این لنز در ۱۹ژانویه ۹۳ میلادی تولید و عرضه شده‌است.